# March of Dimes
March of Dimes is een Amerikaanse liefdadigheidsorganisatie die tot doel heeft de gezondheidsomstandigheden van baby's te verbeteren. De hoofdvestiging staat in White Plains, New York.
De organisatie werd in 1938 op initiatief van president Franklin Delano Roosevelt opgericht onder de naam National Foundation for Infantile Paralysis om te zoeken naar mogelijkheden van genezing en preventie van polio.
Sinds 1976 draagt de organisatie de naam March of Dimes Birth Defects Foundation, waarmee het terugblikt naar haar succesvolste campagne die ze jarenlang voerde en waardoor ze die naam al onder de bevolking had. Sinds 2007 is de naam ingekort tot March of Dimes.
In 2001 werd March of Dimes onderscheiden met een Four Freedoms Award in de categorie vrijwaring van gebrek.